# Бобо
Борислав Борисов Димитров, известен с артистичния си псевдоним Бобо, е български рапър, певец, DJ, автор на песни, композитор и актьор с гвинейски корени.

## Биография
Роден е в София на 22 декември 1983 г. Баща му е гвинеец. Има по-големи брат и сестра.
В ранна възраст започва да се занимава с пеене при джаз певицата и музикален педагог Стефка Оникян. През 2001 г. става част от първия български хип-хоп лейбъл „Снайпер Рекърдс“, където стартира кариерата му.
Бобо работи с редица популярни български изпълнители като композитор и автор на песни. Част е от инструменталната група Freestyle до 2014 г., а впоследствие създава своя такава с името Bobo & The Gang. Издават албумът „Говори“ през 2017 г.
Познат е на телевизионната аудитория като един от участниците в реалити предаването „Африка - звездите сигурно са полудели“ снимано в Ботсвана.
Участва в представянето на България на конкурса „Евровизия“ като беквокалист през 2016 г. с Поли Генова и 2017 г. с Кристиан Костов, където взимат съответно четвърто и второ място.
Продължава развитието на музикалната си кариера, като издава албума "22" през 2020 г., който печели приза „Албум на годината за 2020 г.“ на "359 Hip-Hop Awards".
Изявява се и като актьор във филма „10 яйца“ на младата режисьорка Росица Траянова, който печели множество награди, сред които е 1-во място за "Best Drama Film" на "European Cinematographic Awards". Получава роля в постановката „Празникът“ под режисурата на Явор Гърдев в Малък градски театър „Зад канала“, която печели наградата „Икар“ за „Най-добър спектакъл“ за 2020 г.
В края на 2022 г. реализира проекта "Alkebu-Lan", който представлява късометражен филм, част от предстоящ албум със същото заглавие. Филмът е режисиран от Димитрис Георгиев и в него участват Слаткаристика и джаз певицата Мирослава Тодорова.

## Кариера на озвучаващ актьор
От 2016 г. Бобо се занимава с дублаж на анимационни филми, записани в студио „Александра Аудио“. Сред ролите му в дублажа са на Купър в „Тролчета“ и Грозно куче в „Сладките грозничета“.

## Дискография

### Соло албуми
- 22 (2020)
- Alkebu-lan (2023)

### Колаборации

#### С Bobo & The Gang
- Говори (2017)

#### С Freestyle
- No time to play (2012)

#### Соло
- Спенс – Прекалено лично (ft. Бобо)
- Слим – Приказка (ft. Бобо)
- Нокаут – Лично отношение (ft. Бобо)
- Квартални братя – Раста до храста (ft. Бобо)
- Skopje via Sofia – От Скопие до София (ft. Бобо)
- Хората от гетото – Живота ми е гето (ft. Бобо)
- Димна завеса – Първичен инстинкт (ft. Бобо)
- Пикасо – Позволи ми (ft. Бобо)
- Белослава – Нямаме време (ft. Бобо)
- Сленг – Бели петна (ft. Бобо)
- Камората – Нашата изповед (ft. Бобо)
- Alex P – Опитай се (ft. Бобо)
- Сани Алекса – В този клуб (ft. Бобо)
- LaTiDa – Точно така (ft. Бобо)
- 100 Кила – Виновен (ft. Бобо)
- Графа – Дим да ме няма (ft. Бобо)
- Александра Апостолова – В този клуб (ft. Бобо)
- Deep Zone – Няма НЕ (ft. Бобо)
- Орлин Павлов – Секунда (ft. Бобо)
- Бобо & Мария Драгнева – Добре ли е?
- Izzy, Бобо & Jahmmi – По-красиво
- Blackstreet - Carry the flame (ft. Даниел Каймакоски & Бобо)
- Маги Джанаварова – Една минута (ft. Бобо)
- Веси Бонева – Както искам (ft. Бобо)
- Ангел Ковачев – Мога да ти дам (ft. Бобо)
- Лора Караджова – Една на милион (ft. Бобо)
- D2 – Заедно (ft. Бобо & Лора Караджова)
- Бобо, Lariss & Truth Hurts – Избягай от скуката
- Бобо ft. Redman & BobyLeon - Paari
- Криско – Министърът на веселието (ft. Бобо & Лора Караджова)
- O.C.G. – Всеки ден е велик ден (ft. Бобо)
- Бобо ft. Yoko – Пезевенци
- Alex P - My life (ft. Sarafa & Бобо)
- Ицо Хазарта – Радост (ft. Бобо)

### Като автор на песни
- AV – Тази нощ
- Орлин Павлов – За нея
- Криста – Силна любов
- Белослава & Рут Колева – I Care
- Криста – Будни

## Участия
Като изпълнител Бобо споделя една сцена с гостуващи изпълнители:
- Onyx (2008 г.)
- Method Man & Redman (2009 г.)
- Xzibit – Ловеч Party Fest (2009 г.)
- Inspectah Deck (2011 г.)
- Psycho Realm (2011 г.)
- Delinquent Habits (2011 г.)
- Das EFX (2011 г.)
- B-Real & Julio G (2011 г.)
- Ali Shaheed Muhammad (2012 г.)
- Spirit of Burgas (2012 г.)
- Busta Rhymes (2012 г.)
- Smif-n-Wessun (2019 г.)

## Външни Препратки
- Official Facebook Борислав Димитров – Бобо – Bobo Dzver Page
- Official YouTube Борислав Димитров – Бобо – Bobo Dzver Channel
- Official Instagram Борислав Димитров – Бобо – Bobo Dzver Profile
- Official Spotify Борислав Димитров – Бобо – Bobo Dzver Album „22“
- Official Apple Music Борислав Димитров – Бобо – Bobo Dzver Profile
- Official SoundCloud Борислав Димитров – Бобо – Bobo Dzver Profile
- Official Facebook Symphonics Fan Page
- Official Facebook HIT sHOP MUSIC GROUP Fan Page